# Эвольвента
Эвольве́нта (от лат. evolvens, родительный падеж evolventis «разворачивающий»), или инволю́та, или развёртка, плоской кривой {\displaystyle L} — это плоская кривая {\displaystyle L_{*}}, по отношению к которой {\displaystyle L} является эволютой.
То есть эвольвента — кривая, нормаль в каждой точке которой есть касательная к исходной кривой, иными словами, эвольвента — ортогональная траектория касательных к исходной кривой.
Эвольвента плоской кривой также может быть определена следующим образом:
- эвольвента — траектория конца натянутой нити, которая либо наматывается на исходную кривую, либо разматывается с неё (этим объясняется другое название эвольвенты «развёртка»)[2].

Последнее определение эвольвенты проясняет следующие свойства эвольвенты:
- касательная в произвольной точке исходной кривой есть нормаль в соответствующей точке эвольвенты;
- всякая ортогональная траектория касательных к исходной кривой есть эвольвента;
- разность радиусов кривизны в двух точках эвольвенты равна длине дуги между соответствующими точками исходной кривой.

У каждой кривой бесконечно много эвольвент, которые параллельны друг другу.

## Уравнения эвольвенты
Если линия {\displaystyle L} задана уравнением {\displaystyle {\bar {r}}={\bar {r}}(s)} (где {\displaystyle s} — натуральный параметр), то уравнение её эвольвенты имеет вид
{\displaystyle {\bar {\psi }}={\bar {r}}+(\alpha -s){\dot {\bar {r}}}},
где {\displaystyle \alpha } — произвольный параметр.
Для параметрически заданной кривой уравнение эвольвенты
{\displaystyle X=x-{\frac {x'\int \limits _{a}^{t}{\sqrt {x'^{2}+y'^{2}}}\,dt}{\sqrt {x'^{2}+y'^{2}}}}}
{\displaystyle Y=y-{\frac {y'\int \limits _{a}^{t}{\sqrt {x'^{2}+y'^{2}}}\,dt}{\sqrt {x'^{2}+y'^{2}}}}}

## Примеры эвольвенты
Эвольвентой окружности является спиралевидная кривая.
Её параметрические уравнения имеют следующий вид:
{\displaystyle x=r(\cos(t)+t\sin(t)),}
{\displaystyle y=r(\sin(t)-t\cos(t)),}
на комплексной плоскости уравнения упрощаются:
{\displaystyle z=r(1-it)e^{it},}
где {\displaystyle t} — угол, a {\displaystyle r} — радиус

## Применения
- В технике эвольвенту окружности используют:
- как профиль зуба для колёс зубчатой передачи с эвольвентным зацеплением;
- в спиральных вакуумных насосах.